# Merlijn Gerritsen
Merlijn Gerritsen (Best, 7 februari 1985) is een Nederlands voormalig professioneel voetbalscheidsrechter. Hij was in dienst van de KNVB en leidde voornamelijk wedstrijden in de Eerste divisie.
Op 29 november 2011 leidde Gerritsen zijn eerste professionele wedstrijd op het tweede niveau. De wedstrijd tussen Sparta Rotterdam en FC Emmen eindigde in een 1-1-gelijkspel. Gerritsen deelde drie gele kaarten uit. Het seizoen 2011/12 sloot hij af met de volgende getallen: hij was scheidsrechter in zes competitiewedstrijden en gaf daarin zeventien maal een gele kaart. Dat komt neer op een gemiddelde van 2,8 gele kaarten per wedstrijd.
In mei 2015 werd bekend dat Gerritsen niet langer deel uitmaakt van de Masterclass.